# Oper Frankfurt
Die Oper Frankfurt ist das Musiktheater der Städtischen Bühnen in Frankfurt am Main. Sie ist eines der bedeutendsten Musiktheater in Europa und wurde 1996, 2003, 2015, 2018, 2020, 2022 und 2023 von der Zeitschrift Opernwelt als Opernhaus des Jahres ausgezeichnet. Ein festes Opernensemble besteht in Frankfurt am Main seit 1792. 1880 wurde das monumentale Opernhaus im Stil der Neurenaissance eröffnet. Diese 1944 zerstörte und 1976 bis 1981 wiederaufgebaute Alte Oper dient heute als Konzert- und Kongresszentrum.
Die Oper Frankfurt hat seit 1951 ihre Spielstätte am Willy-Brandt-Platz, dem früheren Theaterplatz. Musikalisch wurde das Haus seitdem durch die Generalmusikdirektoren Georg Solti (1952–1961), Christoph von Dohnányi (1968–1977), Michael Gielen (1977–1987), Sylvain Cambreling (1993–1996), Paolo Carignani (1999–2008) und Sebastian Weigle (2008–2023) geprägt. Ab der Spielzeit 2023/24 ist Thomas Guggeis Generalmusikdirektor. Intendant der Oper ist seit 2002 Bernd Loebe. Das Frankfurter Opern- und Museumsorchester ist das feste Orchester des Hauses.
Das Haus ist bekannt für innovative Spielpläne, die traditionell deutsche Erst- und Uraufführungen beinhalten. In der Oper Frankfurt wurden beispielsweise Der ferne Klang von Franz Schreker und die Carmina Burana von Carl Orff uraufgeführt – und zuletzt Der Mieter von Arnulf Herrmann, am 12. November 2017.

## 1700 bis 1880 – Die Anfänge der Oper in Frankfurt am Main

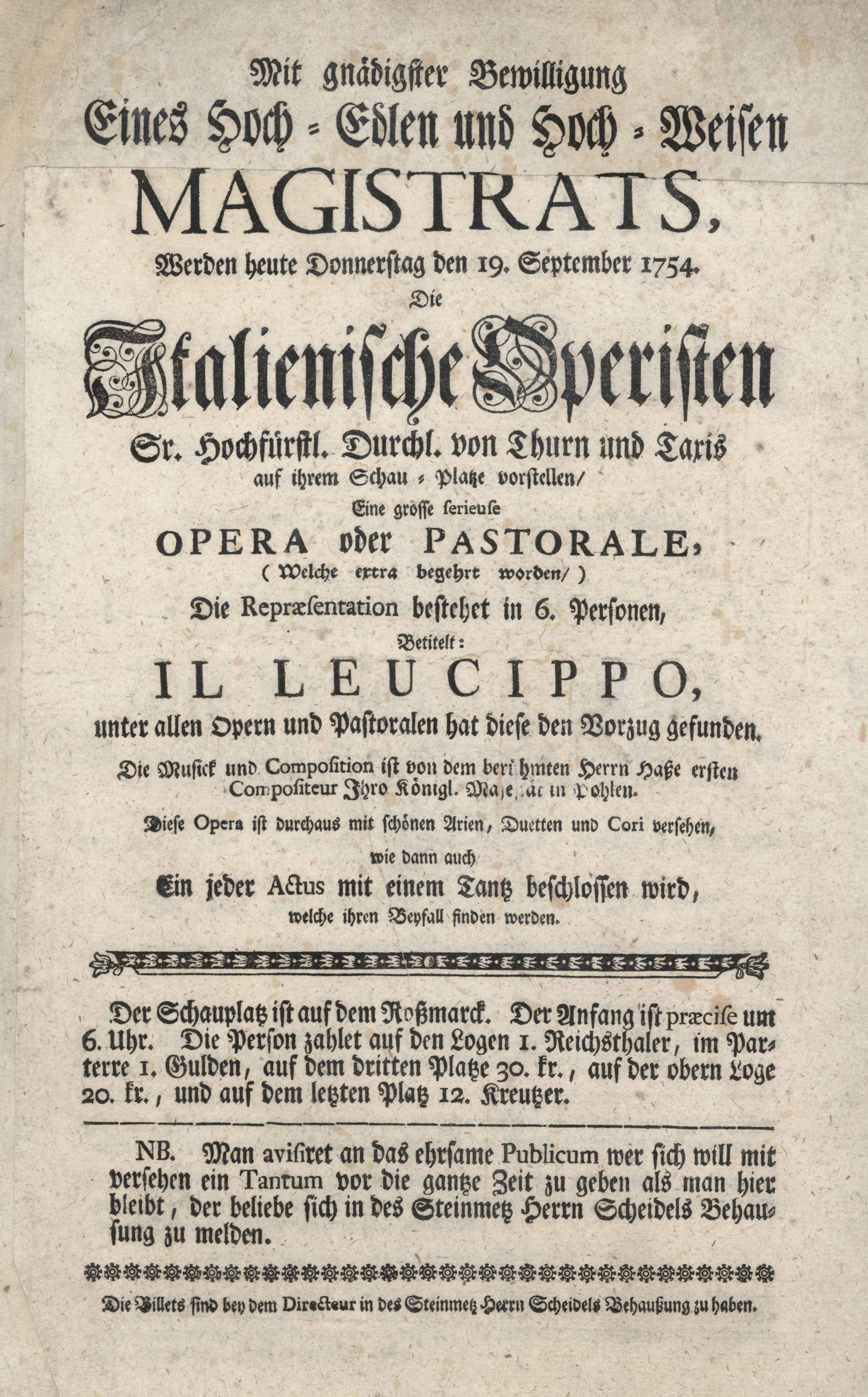
„Il Leucippo“ von J.A. Hasse Aufführung auf dem Roßmarkt 1754 durch die Thurn und Taxissche Operntruppe (Wanderoper Girolamo Bon)

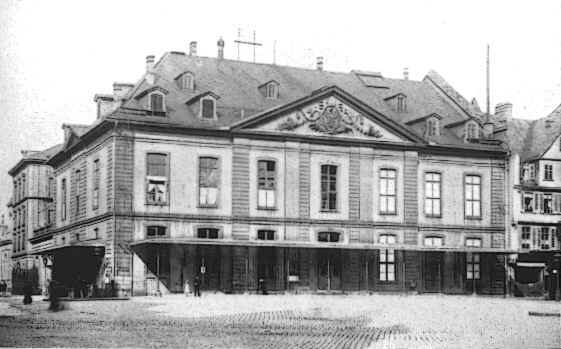
Das Comoedienhaus am Roßmarkt war von 1782 bis 1880 das erste Frankfurter Opernhaus (Foto von 1902).

1700 gastierte zum ersten Mal eine französische Operntruppe in Frankfurt am Main, die im Wesentlichen Stücke von Jean-Baptiste Lully aufführte. Auch später fanden immer wieder Gastspiele statt, so 1745 durch die italienische Truppe von Pietro Mingotti, zu deren Kapellmeistern Christoph Willibald Gluck gehörte. Gespielt wurde entweder in den Speisesälen der großen Gasthöfe oder auf kurzfristig erstellten Holzbühnen, meist auf dem Roßmarkt in der Neustadt. Im September 1754 gab die Wanderoper des italienischen Theaterprinzipals Girolamo Bon auf Einladung der Fürsten von Thurn und Taxis die große und serieuse Opera oder Pastorale Il Leucippo von Johann Adolf Hasse, dem Dresdner „Hofcompositeur“. Den erhaltenen Theaterzetteln zufolge benutzten die Operisten eine Bühne am Roßmarkt und blieben bis Ende April 1755.
Erst nach der Mitte des 18. Jahrhunderts kam in der Frankfurter Bürgerschaft der Wunsch nach einem festen Theaterbau auf. Möglicherweise gab die Einrichtung des Mannheimer Theaters 1777 einen entscheidenden Impuls. Gegen den Widerstand der lutherischen Geistlichkeit, welche die Komödie für „sündhaft und dem Worte Gottes und dem Heiligen Taufbunde zuwider“ hielt, setzte der Rat den Bau des Comoedienhauses durch. 1780 wurde der Grundstein zu dem von außen schlichten klassizistischen Bau an der Nordseite des Roßmarktes gelegt. Die Pläne stammten von Stadtbaumeister Johann Andreas Liebhardt. Innen war der Bau prächtig ausgeschmückt, mit himmelblauer Deckenbemalung und scharlachfarbenen Tapeten ausgeschlagen. Das neue Theater verfügte über knapp 1000 Plätze, die sich auf Parkett, mehrere Parkettlogen, zwei Ränge und eine Stehplatzgalerie verteilten.
Am 3. September 1782 hob sich erstmals der Vorhang des Comoedienhauses. Auf dem Spielplan stand das Schauspiel Hanno, Fürst in Norden. Außerdem wurde ein eigens von Christian Gottlob Neefe komponierter Epilogus mit Musik und Gesang aufgeführt. Besondere Bewunderung erregten die Dekorationen des Mannheimer Theaterarchitekten Giuseppe Quaglio und die Kunstfertigkeit der „auswärtigen Virtuosen, die ein solches Spektakel erregten, daß man taub zu werden glaubte“.
Schon bald fanden im neuen Theater auch Opernaufführungen statt. Besonders die Werke Mozarts fanden noch zu seinen Lebzeiten den Weg auf die Frankfurter Bühne, wenn auch zuweilen in Bearbeitungen oder mit Kürzungen. 1784 stand Die Entführung aus dem Serail auf dem Programm, 1788 Figaros Hochzeit und 1789 Don Giovanni. Alle Aufführungen erfolgten weiterhin durch fahrende Theatertruppen. Erst 1792 erhielt das nunmehr als Frankfurter Nationaltheater bezeichnete Haus ein eigenes Orchester. Sein erster Leiter wurde Friedrich Ludwig Æmilius Kunzen, dem später Ferdinand Fränzl und Carl Cannabich folgten. Alle entstammten der ehemaligen Mannheimer Hofkapelle.
Cannabich musste schon 1800 seinen Abschied nehmen, weil seine Verschwendungssucht im bürgerlichen Frankfurt am Main für einen Skandal sorgte. Sein Nachfolger Carl Joseph Schmidt blieb dagegen über 15 Jahre im Amt. 1817 bis 1819 war Louis Spohr Kapellmeister am Frankfurter Theater, dessen Opern Faust und Zemire und Azor hier uraufgeführt wurden. Auf die kurze Ära Spohr folgte Carl Guhr, der das Theater von 1821 bis 1848 leitete. Er war nicht nur musikalischer Leiter des Theaters, sondern zeitweise auch sein Hauptaktionär. Deshalb ist es nicht überraschend, dass er ein einnahmeträchtiges Repertoire pflegte: Auf dem Spielplan dominierten die Werke von Mozart, Weber, Spohr und Heinrich Marschner, gelegentlich auch Rossini, wenn Gastspiele berühmter auswärtiger Künstler eine drastische Anhebung der Eintrittspreise erlaubten. Gelegentlich mussten bezahlte Claqueure dafür sorgen, dass zahlungskräftige Solisten lautstark bejubelt wurden.
Im Dezember 1842 besuchte Hector Berlioz eine Aufführung des Fidelio am Frankfurter Theater, die ihn sehr beeindruckte. Seinen Reisebericht nahm er später in seine Memoiren auf.
Nach Guhrs plötzlichem Tod im Juli 1848 bewarb sich auch Albert Lortzing um die musikalische Leitung des Frankfurter Theaters. Gewählt wurde aber der Komponist Louis Schindelmeisser, der bis 1851 blieb. 1851 bis 1861 leitete Gustav Schmidt das Theaterorchester, dem schließlich von 1861 bis 1880 der Cellist und Komponist Georg Goltermann folgte.
Inzwischen war das Theater nicht nur technisch veraltet, sondern für die schnell gewachsene Bevölkerung Frankfurts viel zu klein geworden. Neubaupläne bestanden schon seit der Mitte des 19. Jahrhunderts, doch konnten sie aus Geldmangel lange Zeit nicht verwirklicht werden. Erst 1869, drei Jahre nach der Annexion der Freien Stadt Frankfurt durch Preußen, erlaubte der sogenannte Frankfurter Receß, ein Gesetz über die Rückerstattung des kommunalen Vermögens und einer 1866 auferlegten Kriegskontribution, die Finanzierung eines Neubaus.

## 1880 bis 1933 – Das repräsentative Opernhaus

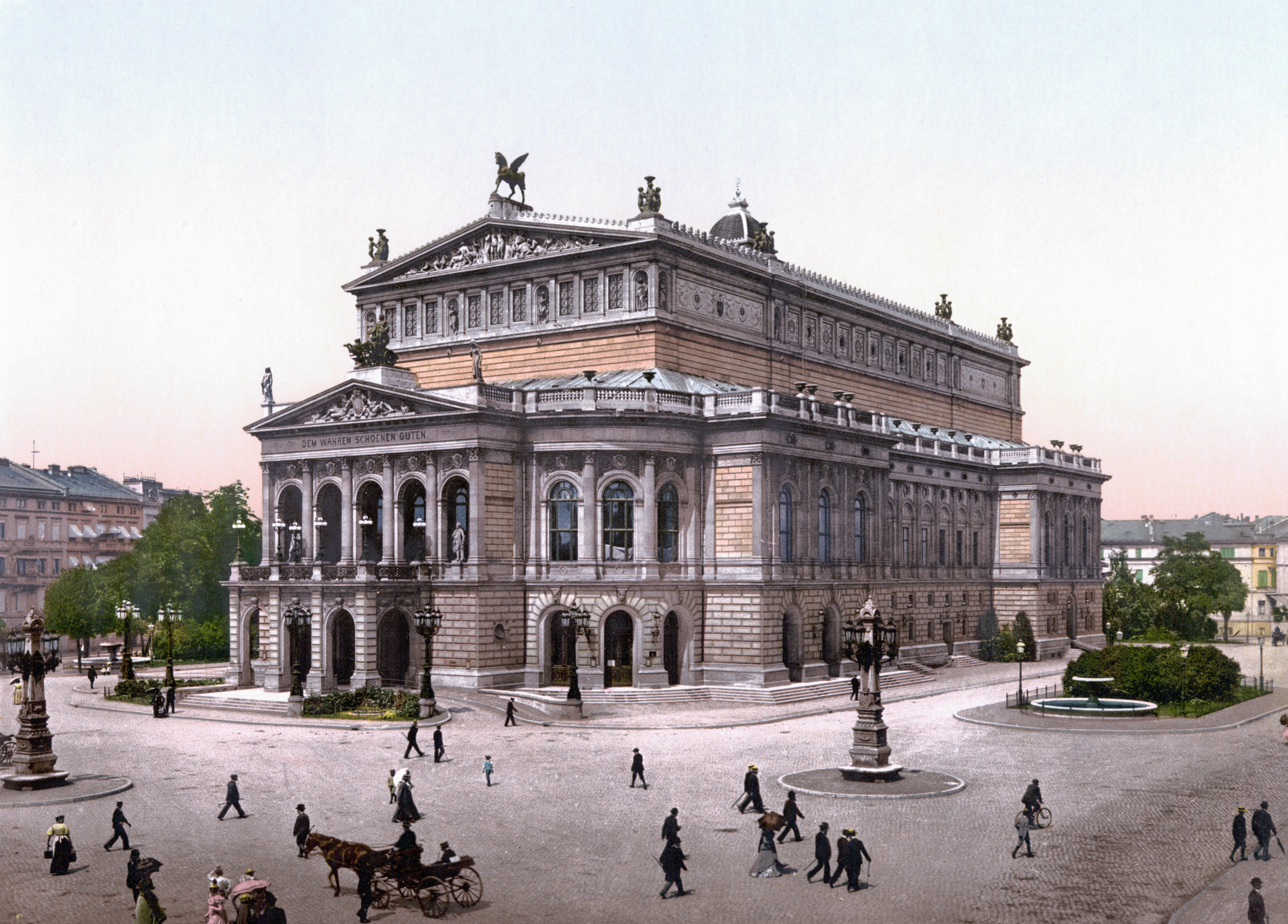
In der Alten Oper wurde von 1880 bis 1944 Oper gespielt

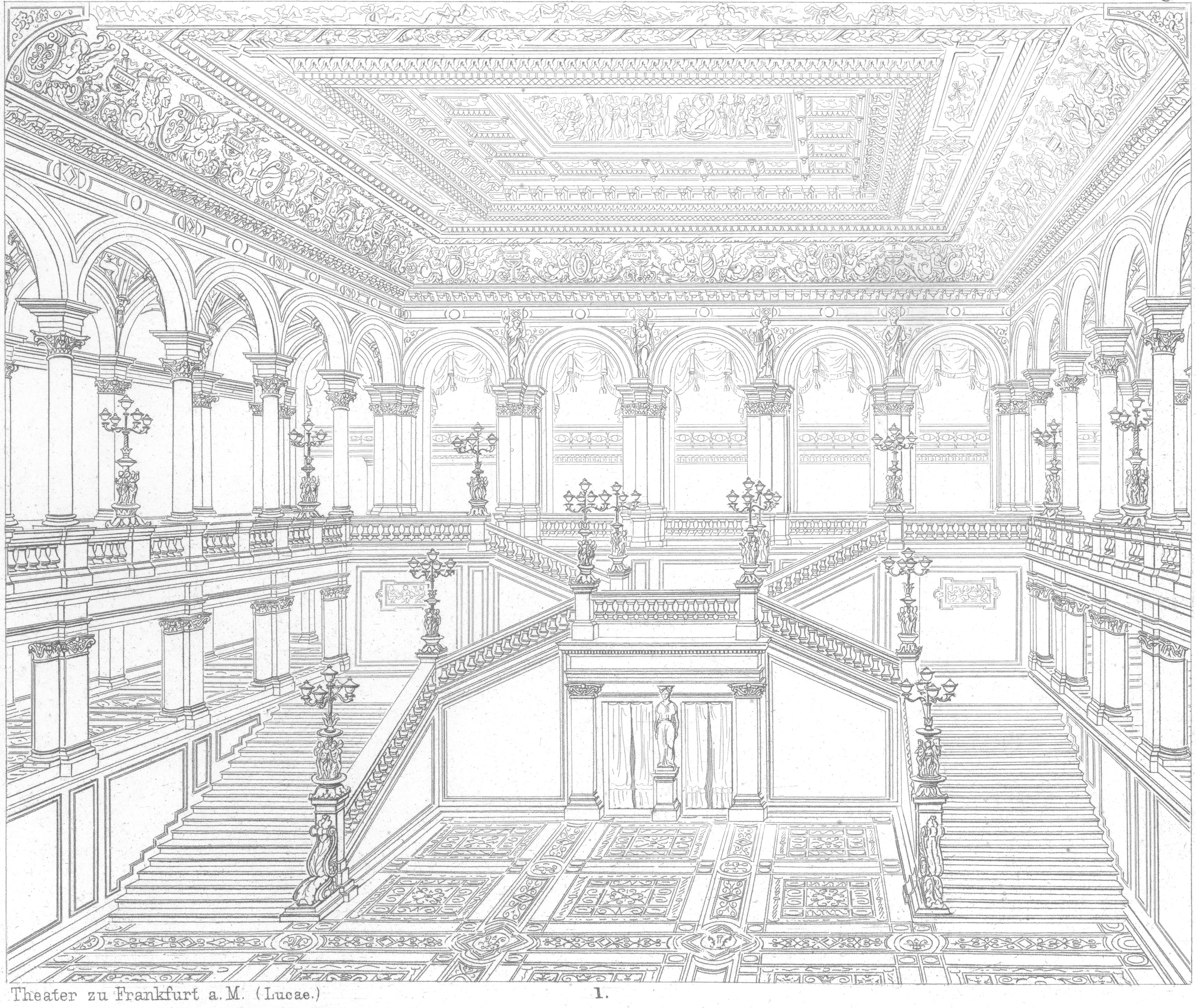
Das Treppenhaus

1880 wurde das neue, von Richard Lucae erbaute Opernhaus am ehemaligen Bockenheimer Tor eröffnet, der seitdem Opernplatz heißt. Das Gebäude ist heute unter dem Namen Alte Oper bundesweit bekannt. Die Oper wurde mit einem für die damalige Zeit sehr hohen Aufwand von 6,8 Millionen Mark errichtet, von denen etwa 1,4 Millionen aus Spendengeldern Frankfurter Bürger und dem Verkauf städtischer Grundstücke am Opernplatz stammten. Die veranschlagten Baukosten hatten 2 Millionen betragen. Die großzügige Überziehung des Budgets zu Lasten der öffentlichen Kasse sorgte für erhebliche Kritik. Der Schmerz der sparsamen Frankfurter wurde jedoch gelindert durch die feierliche Eröffnung in Gegenwart des Kaisers Wilhelm I., der dabei gesagt haben soll: „Das könnte ich mir in Berlin nicht leisten“.
Bis 1900 wurde das neue Haus von Generalintendant Emil Claar geleitet. 1900 legte er die Leitung der Oper nieder, um sich ganz auf das Schauspiel Frankfurt und den Neubau des Schauspielhauses zu konzentrieren. Zu seinem Nachfolger als Opernintendant wurde Paul Jensen aus Dresden berufen, der die Oper bis 1911 leitete. 1912 bis 1917 war Robert Volkner Intendant der Oper, der zuvor Direktor der Vereinigten Stadttheater in Leipzig gewesen war.
Die musikalische Leitung der Oper lag zunächst in den Händen des Ersten Kapellmeisters Felix Otto Dessoff, der das neue Haus am 20. Oktober 1880 mit einer Aufführung des Don Giovanni eröffnete. Bereits in seiner zweiten Spielzeit 1881/82 geriet das Haus in ein Defizit, das durch eine jährliche Subvention von 80.000 Mark ausgeglichen wurde. Nach 1887 musste die Stadt die Subvention sogar auf 150.000 Mark pro Jahr erhöhen. Seitdem ist die Oper Frankfurt immer auf Zuschüsse aus den öffentlichen Haushalten angewiesen gewesen, auch wenn sie noch bis nach dem Ersten Weltkrieg in der Rechtsform einer Aktiengesellschaft organisiert war.
Nach Dessoffs plötzlichem Tod 1892 wurde auf Vermittlung von Johannes Brahms Ludwig Rottenberg sein Nachfolger. Er leitete das Haus bis 1924. In dieser Zeit wurden zahlreiche zeitgenössische Werke von Hans Pfitzner, Claude Debussy, Richard Strauss, Leoš Janáček, Béla Bartók und Paul Hindemith aufgeführt. Von 1912 bis 1917 war Egon Pollak ein bedeutender Dirigent des Hauses, bis er als Generalmusikdirektor nach Hamburg berufen wurde. Zu den herausragenden Sängern dieser Zeit gehörten Else Gentner-Fischer (1907 bis 1935), Frieda Hempel (1907 bis 1912), Robert Hutt und der Bariton Robert vom Scheidt. 1908 bis 1911 kam alljährlich Enrico Caruso zu Gastspielen nach Frankfurt am Main.
1917 wurde die Leitung der Städtischen Bühnen erstmals seit der Ära Claar wieder unter einem Generalintendanten zusammengeführt. Karl Zeiß, der zuvor das Königliche Hofschauspiel in Dresden geleitet hatte, blieb allerdings nur drei Jahre in Frankfurt am Main. 1920 wurde er an das Staatstheater München berufen. Neuer Opernintendant wurde der gebürtige Wiener Ernst Lert, der zuvor in Basel gewirkt hatte.
1916 bis 1924 gehörte Paul Hindemith als Konzertmeister zum Frankfurter Opernhaus- und Museumsorchester.
1924 endete nach fast 32 Jahren die Ära des Ersten Kapellmeisters Ludwig Rottenberg. Mit Clemens Krauss übernahm 1924 bis 1929 erstmals ein Generalmusikdirektor auch die künstlerische Leitung der Oper. Bekannte Ensemblemitglieder während der Weimarer Republik waren der Tenor Franz Völker und die Altistin Magda Spiegel. Einen Schwerpunkt des Repertoires bildete das Werk von Franz Schreker, von dem bis 1924 vier Opern in Frankfurt am Main uraufgeführt wurden. Ein bekannter Bühnenbildner dieser Zeit war Ludwig Sievert.
Ab dem 10. Oktober 1930 wurde die Festwoche „50 Jahre Opernhaus: 1880–1930“ abgehalten, diese endete am 16. Oktober 1930 mit der Aufführung der Oper „Aufstieg und Fall der Stadt Mahagonny“ von Bertolt Brecht.
Als Clemens Krauss die Oper verließ, wurde die Leitung der Oper wieder aufgeteilt. Neuer Intendant wurde Josef Turnau aus Wien, Erster Kapellmeister Hans Wilhelm Steinberg aus Köln. Beide wurden als Juden im März 1933 von den Nationalsozialisten sofort nach der Machtergreifung aus dem Amt vertrieben.

## 1933 bis 1945 – Die Oper in der Zeit des Nationalsozialismus
In einer persönlichen Verfügung enthob der neue Oberbürgermeister Friedrich Krebs die beiden als Repräsentanten des Verfalls, die aus dem Theater eine „Stätte der Dekadenz, der sittlichen Verrohung und des Untermenschentums“ gemacht hätten, ihrer Ämter. Auch eine Reihe von Künstlern wurden entlassen und später deportiert. Der Bassist Hans Erl wurde bei seiner Deportation 1940 gezwungen, in der Sammelstelle – der Festhalle – die Arie des Sarastro aus der Zauberflöte („In diesen heiligen Hallen …“) zu singen. Die Altistin Magda Spiegel durfte wegen ihrer überaus großen Popularität als eine der wenigen jüdischen Künstlerinnen noch bis 1935 auftreten, dann wurde auch sie entlassen. 1942 wurde sie in das Ghetto Theresienstadt verschleppt und 1944 im Konzentrationslager Auschwitz ermordet.
Auch unter dem Publikum machte sich die Verfolgung der Juden bemerkbar, da bis 1933 annähernd die Hälfte der Abonnenten zur Frankfurter jüdischen Gemeinde gehörte. Der Ende der zwanziger Jahre auf Initiative von Arthur von Weinberg gegründete Patronatsverein der Städtischen Bühnen löste sich im Dezember 1933 selbst auf, da die Mehrzahl seiner Mitglieder jüdisch waren. Ein Versuch des Oberbürgermeisters Krebs zur Neugründung eines „arischen“ Unterstützungsvereins scheiterte. Trotz einer Senkung der Eintrittspreise um 30 Prozent und einer öffentlichen Werbekampagne für neue Abonnenten („Ich bin Platzmieter der Städtischen Bühnen“) stieg der drastisch zurückgegangene Theaterbesuch auch in den Folgejahren nicht wieder an.
Die Leitung der Städtischen Bühnen hatte seit Juni 1933 wieder ein Generalintendant. Hans Meissner, ein Schulkamerad des neuen Oberbürgermeisters, übernahm dieses Amt und behielt es während der ganzen Zeit des Dritten Reiches. Er versuchte, jeden Konflikt mit der Parteiorganisation zu vermeiden, und vermied in seiner Spielplangestaltung jedes Risiko. Andererseits nutzte er seine persönlichen Beziehungen zu Krebs, um den Städtischen Bühnen einen gewissen künstlerischen Freiraum zu schaffen und verhielt sich gegenüber den früheren Ensemblemitgliedern loyal. Vor allem sein Talent als Regisseur verschaffte ihm zudem bald ein hohes künstlerisches Ansehen, allerdings konzentrierte sich Meissner vor allem auf das Schauspiel. Die 1932 erstmals abgehaltenen Römerberg-Festspiele entwickelte er bis 1939 zu einer europaweit angesehen kulturellen Institution.
Der entlassene Kapellmeister Steinberg blieb zunächst in Frankfurt am Main und gründete ein Orchester des Jüdischen Kulturbundes, das sogar noch 1936 in einem Sinfoniekonzert Gustav Mahlers 1. Sinfonie aufführte. Dann musste auch er emigrieren und ging über Palästina in die USA.
In der musikalischen Leitung der Oper wechselten sich in den folgenden fünf Jahren drei Kapellmeister ab: Bertil Wetzelsberger, Karl Maria Zwißler und Georg Ludwig Jochum blieben jeweils nur kurze Zeit im Amt. Dennoch kam es 1937 mit der Uraufführung der Carmina Burana von Carl Orff zu einem weiteren musikalischen Höhepunkt an der Oper. 1938 kam Franz Konwitschny als neuer Generalmusikdirektor an die Oper.
1944 wurde das Gebäude der Oper im Bombenkrieg bei den Luftangriffen auf Frankfurt am Main zerstört. Am 29. Januar richtete ein Tagesangriff so große Schäden an, dass der Spielbetrieb vorläufig eingestellt werden musste. Man begann zwar umgehend mit Wiederherstellungsarbeiten, doch bevor diese fertiggestellt waren, trafen zwei weitere schwere Luftangriffe die Stadt. Am 18. März wurde das gegenüber der Oper gelegene Kulissenhaus vernichtet. Bei dem Angriff am 22. März, der die historische Frankfurter Altstadt zerstörte, brannte auch das Opernhaus völlig aus. In den folgenden Monaten versuchten die städtischen Bühnen noch einen Notbetrieb an wechselnden Spielstätten aufrechtzuerhalten. Am 1. September 1944 stellten alle Theater in Deutschland ihren Betrieb ein, die Ensembles zerstreuten sich.

## 1945 bis 1960 – Provisorium und Wiederaufbau

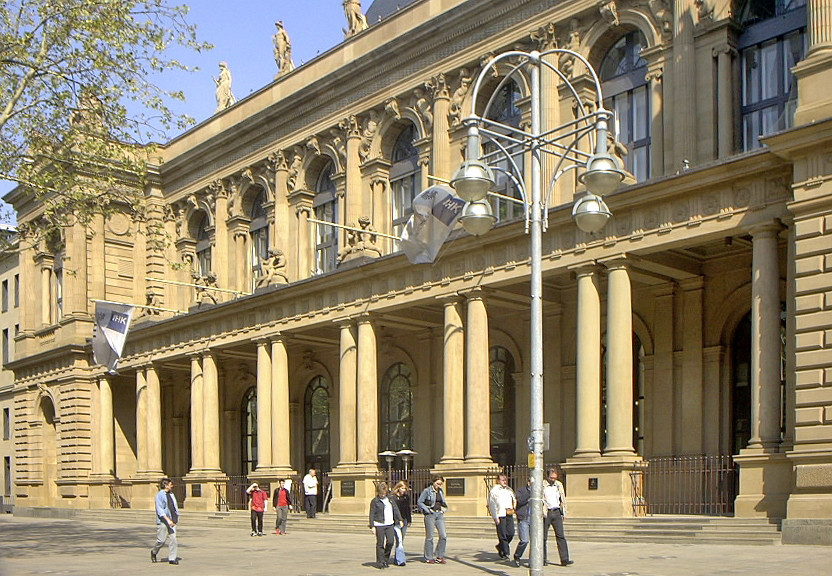
1945 bis 1951 spielte die Oper vorübergehend im unzerstörten Saal der Frankfurter Börse

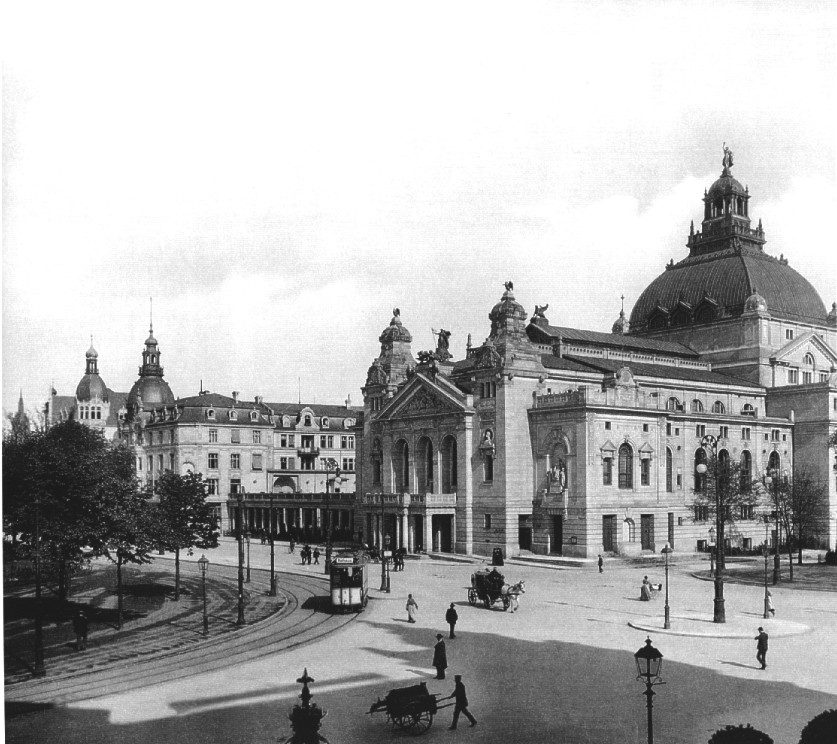
Das ehemalige Schauspielhaus von 1902 war 1951 bis 1960 Heimat der Oper Frankfurt

Bald nach der Besetzung Frankfurts durch amerikanische Truppen am 27. März 1945 wurde mit Kurt Blaum ein künstlerisch interessierter Verwaltungsfachmann zum Oberbürgermeister eingesetzt. Die neue Stadtverwaltung bemühte sich, die Initiativen Frankfurter Bürger zur Wiederbelebung des Kulturlebens zu fördern. An einen Wiederaufbau der Oper war zunächst nicht zu denken, doch fanden sich bereits im Juli 1945 in Frankfurt am Main verbliebene Künstler zu einem ersten Konzert zusammen.
Da auch alle übrigen Theater in Frankfurt am Main zerstört waren, blieb die Oper für die nächsten Jahre auf Provisorien angewiesen. Dennoch nahm die Oper bereits am 3. November 1945 ihren Spielbetrieb unter Leitung des im Oktober 1945 berufenen Opernintendanten und Generalmusikdirektors Bruno Vondenhoff wieder auf. Bis 1951 nahm sie ihr Domizil im einzigen unzerstörten Saal der Innenstadt in der Neuen Börse.
In dem beengten Saal waren kaum größere Aufführungen möglich, zudem konnte man nur unter größten Schwierigkeiten geeignete Probenräume finden. Schon bald wurde daher nach einer dauerhaften Lösung für die Oper gesucht. Vier verschiedene Varianten wurden diskutiert:
- Der Wiederaufbau des Opernhauses schied wegen der hohen Kosten und der verhältnismäßig schweren Schäden bald aus. Erst nach über 30 Jahren als schönste Ruine Deutschlands begann 1976 der 1981 abgeschlossene Wiederaufbau. Er wurde von einer Bürgerinitiative, der Aktionsgemeinschaft Alte Oper, unterstützt, überwiegend jedoch aus Steuermitteln finanziert. Die Alte Oper dient heute als Konzerthaus und Kongresszentrum.
- Ein völliger Neubau an anderer Stelle wurde ebenfalls verworfen, obwohl die Stadt bereits mehrere Grundstücke im Rothschildpark, am alten Opernhaus, am Kornmarkt in der Altstadt und am Baseler Platz in der Nähe des Hauptbahnhofs auf ihre Eignung geprüft hatte. Für ein Großprojekt dieser Art fehlten in den ersten Jahren die notwendigen Mittel. Priorität hatte der Wohnungsbau.
- Der ebenfalls erwogene Wiederaufbau des ehemaligen Neuen Theaters an der Ecke Mainzer Landstraße und Karlstraße schied aus, weil der Standort im Rahmen einer geänderten Verkehrsplanung der Stadt benötigt wurde.
- Somit konzentrierte sich die Planung recht bald auf das ehemalige Schauspielhaus am Theaterplatz. Bei einer Begehung der Ruine zeigte sich, dass Teile des Zuschauerraumes, vor allem aber wichtige Einrichtungen im Keller, verhältnismäßig wenig zerstört waren. Zudem bot der Standort Erweiterungsmöglichkeiten für die notwendigen Bühnenhäuser und Probenräume.

Bereits im Februar 1948 gründete sich daraufhin ein Patronatsverein für den Wiederaufbau des alten Schauspielhauses. Seine Satzung bestimmte als Vereinszweck, „den Wiederaufbau der Städtischen Bühnen mit Rat und Tat auf breitester Grundlage zu fördern, das Frankfurter Theaterwesen ideell und materiell zu unterstützen und dafür zu sorgen, dass das durch äußere Umstände besonders hart getroffene Theaterleben Frankfurts wieder die Stellung erhält, welche seiner Vergangenheit und der Bedeutung der Stadt entspricht“. Am 5. August 1948 wurde ein Kuratorium unter Leitung von Oberbürgermeister Walter Kolb berufen. 1949 begann die Enttrümmerung der Ruine, und im Oktober 1949 bewilligte die Stadtverordnetenversammlung 1,4 Millionen Deutsche Mark für den ersten Bauabschnitt.
Am 13. Februar 1950 stoppte der Magistrat jedoch sämtliche Bauarbeiten und beschloss die Schließung aller Städtischen Bühnen. Die Begründung lautete: „Allem voran geht die Sicherung der nackten Existenz unserer Mitbürger, dazu gehören in erster Linie die Beschaffung von Wohnraum, die Wiederherstellung von Schulen, Krankenhäusern. Diese Grundlagen bieten erst die Voraussetzung für die Pflege jedes kulturellen Lebens.“ Unmittelbar darauf gründete sich eine Bürgerinitiative, die von allen Frankfurter Tageszeitungen unterstützt wurde und innerhalb von vier Wochen 50.000 Unterschriften für den Erhalt der Städtischen Bühnen beibrachte. Im Juni 1950 lenkte die Stadtverordnetenversammlung daraufhin ein und bewilligte zwei Millionen Mark, um die Bauarbeiten fortsetzen zu können.
Am 23. Dezember 1951 konnte die Oper unter Vondenhoffs Leitung ihre neue Spielstätte im ehemaligen Schauspielhaus beziehen. Unter Leitung des Architekten Otto Apel wurde ein Zuschauerraum mit rund 1500 Plätzen errichtet. In Anlehnung an das frühere Opernhaus hatte man drei Zuschauerränge geschaffen. Die Innenausstattung in Rostrot und Ocker blieb bis zur Renovierung 1987 unverändert. Mit zwei Drehbühnen von 38 und 16 Metern Durchmesser und einem versenkbaren Orchestergraben entsprach auch die Bühnentechnik dem neusten Stand. Zweimal im Jahr sollte das neue „Große Haus“ auch dem Schauspiel Frankfurt zur Verfügung stehen.
Unter dem Generalmusikdirektor Georg Solti (1952–1961) rückte die Oper schnell wieder unter die ersten Häuser Europas auf, auch wenn Solti in erster Linie Orchesterleiter war und nur wenige Opernaufführungen selbst dirigierte. Das Ensemble wurde zu zahlreichen Auslandsgastspielen eingeladen. 1960 bis 1962 erhielt die Frankfurter Oper sieben erste Preise beim Pariser Festival „Theatre des Nations“. Während der neun Jahre unter Solti erlebte die Oper Frankfurt 35 Premieren, die von Regisseuren wie Arno Assmann, Harry Buckwitz und Leopold Lindtberg inszeniert wurde. Bekannte Sänger im Frankfurter Ensemble waren der Bassbariton Theo Adam und die Sopranistin Anny Schlemm.

## 1960 bis 1987 – Der Neubau der Städtischen Bühnen

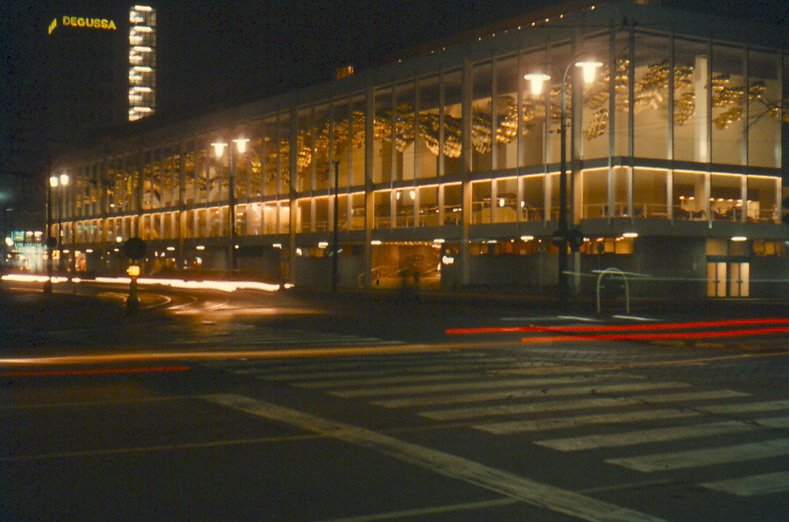
1962 erhielten die Städtischen Bühnen eine moderne Glasfassade (2006)

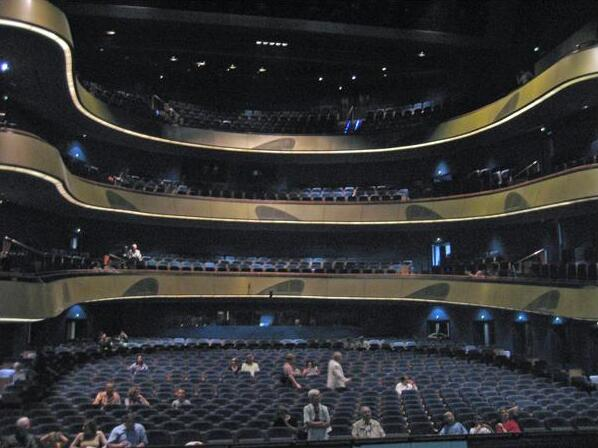
Blick in den Zuschauerraum (2006)

1963 erhielt endlich auch das Schauspiel Frankfurt, das bis dahin auf verschiedene Provisorien angewiesen war, eine neue Spielstätte. Sie wurde unmittelbar neben der Oper Frankfurt errichtet. 1960 bis 1962 wurde die Jugendstilfassade des ehemaligen Schauspielhauses abgetragen und eine 120 Meter lange Glasfassade für die neue „Theaterdoppelanlage“ errichtet, hinter der das gemeinsame Foyer der Städtischen Bühnen lag. Den Neubau entwarf und leitete das Büro von Otto Apel (seit 1961 ABB Architekten: Otto Apel, Hannsgeorg Beckert und Gilbert Becker). Marc Chagall (1887–1985) malte 1959 im Auftrag der Stadt für das Foyer das Gemälde Commedia dell’arte. Unter der Decke des Foyers hängt – über die ganze Breite des Gebäudes – die Plastik Goldwolken des ungarischen Künstlers Zoltán Kemény (1907–1965). 1963 wurde das Haus fertig gestellt.
Unter dem Nachfolger Soltis, Lovro von Matačić (1961–1966), konnte die Oper Frankfurt ihr Niveau halten. Das Repertoire umfasste in den sechziger Jahren ca. 30 Inszenierungen, die überwiegend von bekannten Regisseuren wie Walter Felsenstein, Bohumil Herlischka, Otto Schenk und Wieland Wagner stammten.
Die erste Wirtschaftskrise in der Geschichte der Bundesrepublik Deutschland führte 1967 zu einem öffentlich ausgetragenen Konflikt des Intendanten Buckwitz mit den städtischen Gremien. Zum ersten Mal verfügte die Stadt kurzfristige Sparmaßnahmen, die dem auf langfristige Planung angewiesenen Opernbetrieb erhebliche künstlerische Einschränkungen auferlegten.
Nach einem zweijährigen Interregnum unter dem musikalischen Direktor Theodore Bloomfield, der wegen eines Konfliktes mit dem Ensemble aus dem Amt schied, und dem gleichzeitigen Ende der Ära Buckwitz war ein Neuanfang erforderlich. Ulrich Erfurth wurde 1968 neuer Generalintendant der städtischen Bühnen, während der neue Generalmusikdirektor Christoph von Dohnányi die Oper wieder zu international anerkannten Erfolgen führte. Das Ensemble wurde verjüngt. Solisten wie June Card, Anja Silja, William Cochran und Manfred Schenk prägten die Neuinszenierungen. 1972 wurde Dohnányi als Operndirektor auch für die künstlerische Leitung der Oper verantwortlich.
Nach dem Weggang Dohnányis übernahm 1977 bis 1987 Michael Gielen seine Nachfolge. Seine kühnen, ästhetisch und kulturpolitisch provozierenden Inszenierungen, die in Verbindung mit dem Dramaturgen Klaus Zehelein und Regisseuren wie Ruth Berghaus, Alfred Kirchner und Hans Neuenfels entstanden, fanden bei der Kritik Zuspruch, spalteten aber zuweilen das Frankfurter Publikum und sogar das Ensemble. Gielen konnte alle Konflikte erfolgreich durchstehen, weil er sich stets auf die Unterstützung des damaligen Oberbürgermeisters Walter Wallmann und des Kulturdezernenten Hilmar Hoffmann verlassen konnte. Am Ende der Ära Gielen überwog bei weitem die Anerkennung: Der Schlussapplaus bei seiner Abschiedsvorstellung 1987 dauerte 72 Minuten.
Erstmals nach dem Krieg gelang unter Gielens Leitung in Frankfurt am Main die Inszenierung eines kompletten Ring des Nibelungen unter der Regie von Ruth Berghaus. In die Ära Gielen fielen die deutsche Erstaufführung von Luigi Nonos Al gran sole carico d’amore und die Uraufführung von Hans Zenders Stephen Climax. Ein wichtiger Meilenstein war die Aida, die Hans Neuenfels 1981 auf die Bühne brachte. Sie gehörte zu den umstrittensten, aber auch erfolgreichsten Inszenierungen der Ära Gielen. Darin trat Aida als Putzfrau und Radames als hemdsärmeliger Manager auf. Die Sklaven waren Wilde, die mit Hähnchenkeulen um sich warfen, und der Chor der Ägypter war als festliches Opernpublikum in Frack und Abendkleid kostümiert. Bei der Premiere reagierte das echte Publikum empört, weil in der wort- und notengetreu inszenierten Geschichte Verdis um Liebe, Hass, Machtgier, Eifersucht und Gewalt die Grenzen zwischen dem Geschehen auf der Bühne und der Wirklichkeit nicht mehr gewahrt blieb. Doch gab es auch andere Stimmen, die die Gielensche Art, Kontraste und Widersprüche auf die Bühne zu bringen, als einzig angemessene für eine moderne Großstadt wie Frankfurt am Main empfanden.
Weitere wichtige Aufführungen unter Gielens Leitung waren ein Parsifal in der Regie von Ruth Berghaus, Busonis Doktor Faust, Die Soldaten von Bernd Alois Zimmermann und Berlioz’ Oper Die Trojaner.
1982 wurde die Dramaturgie der Frankfurter Oper mit dem Deutschen Kritikerpreis ausgezeichnet.
Bereits 1984 entschied sich Gielen, seinen bis 1987 laufenden Vertrag nicht zu verlängern. Auch Unterschriftslisten und öffentliche Appelle aus allen Teilen der Frankfurter Bürgerschaft konnten ihn nicht umstimmen.

## 1987 bis heute – Vom Opernbrand zumOpernhaus des Jahres

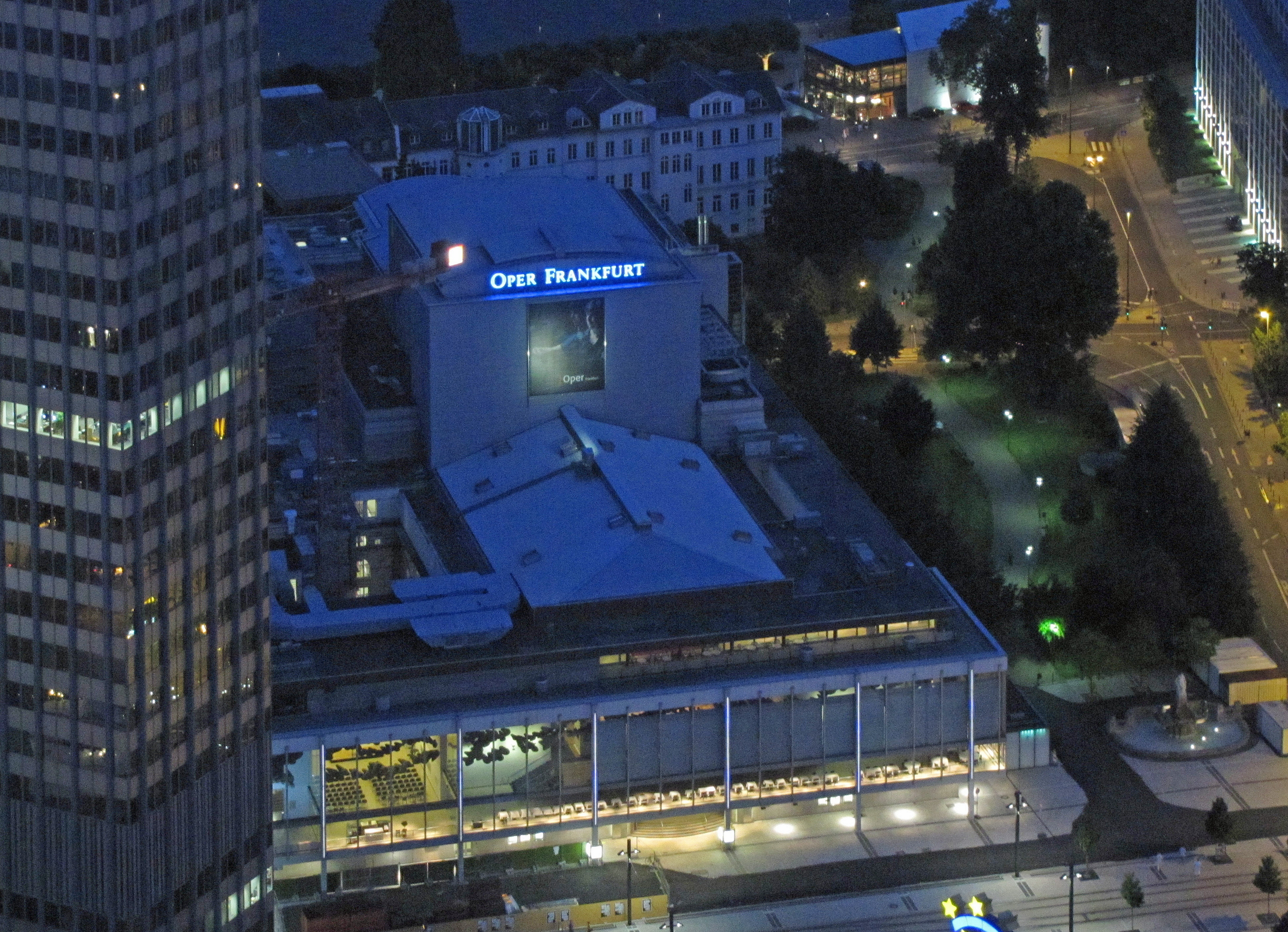
Das Opernhaus am Abend

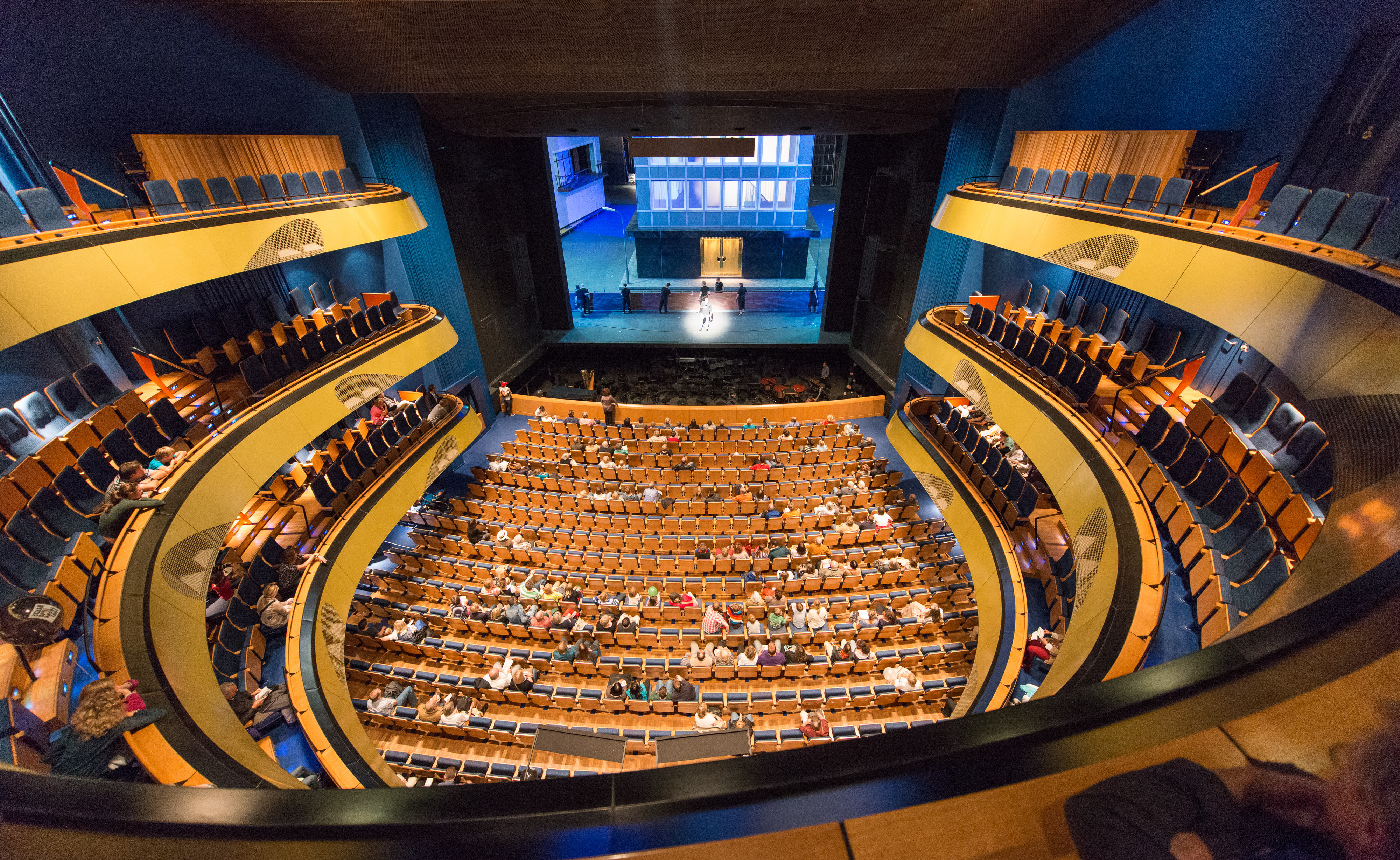
Blick vom Zuschauerraum auf Orchestergraben und Bühne

Nachfolger Gielens wurde 1987 Gary Bertini, der mit dem Operndirektor Peter Dannenberg die Leitung des Hauses übernahm. Der international anerkannte Orchesterleiter war zuvor Chefdirigent des Westdeutschen Rundfunks gewesen und konnte auf etwa 40 Operninszenierungen verweisen, hatte jedoch nie zuvor ein Opernhaus geleitet. Seine erste Inszenierung, Glucks Iphigenie in Aulis, wurde von der Kritik nicht gut aufgenommen.
Kurz nach seinem Amtsantritt am 12. November 1987 brannte das Bühnenhaus der Frankfurter Oper durch Brandstiftung vollkommen ab, während das Zuschauerhaus dank des Eisernen Vorhangs, der bis zur Rotglut erhitzt wurde, nur beschädigt wurde. Man begann umgehend mit dem Wiederaufbau, der in weniger als dreieinhalb Jahren abgeschlossen war. Bertini tat sich mit den notwendigen Provisorien während der Bauzeit schwer. Bereits Anfang 1991 verließ er Frankfurt am Main wieder, nachdem das Orchester ihm in einer geheimen Abstimmung das Vertrauen entzogen hatte (Peter Dannenberg war bereits 1990 zum Generalintendanten in Kiel berufen worden). Die Oper spielte damals im benachbarten Schauspielhaus, während das Schauspiel in das Bockenheimer Depot auswich. Trotzdem kam es auch unter Bertini zu einer erfolgreichen Uraufführung in Frankfurt am Main, nämlich der Europeras 1&2 von John Cage.
Interims-Dirigent nach dem Ausscheiden Bertinis wurde Hans Drewanz aus Darmstadt, der am 6. April 1991 die wiederaufgebaute und mit erhöhtem Bühnenhaus erweiterte Oper mit einer Aufführung von Mozarts Zauberflöte wiedereröffnete. Hans Peter Doll und Martin Steinhoff übernahmen zunächst kommissarisch die Intendanz der Oper.
Nach intensiver Suche durch die Kulturdezernentin Linda Reisch und den 1991 mit der Geschäftsführenden Intendanz der Oper betrauten Intendanten des Balletts, Martin Steinhoff, konnte endlich in Gestalt von Stephane Lissner und dem Dirigenten Jeffrey Tate eine neue Leitung gefunden werden, die allerdings durch den überraschenden Rücktritt des damaligen Frankfurter Oberbürgermeisters Volker Hauff nicht zustande kam. Nachdem auch der Versuch, den Genfer Intendanten Hugues Gall zum Intendanten zu machen, scheiterte (er übernahm dann die Pariser Oper) konnte Martin Steinhoff nach Rücksprache mit Gerard Mortier den damaligen Chefdirigenten der Brüsseler Oper, Sylvain Cambreling, als Nachfolger gewinnen – allerdings erst ab Herbst 1993. Steinhoff, der gemeinsam mit dem Choreographen William Forsythe dem zuvor unbedeutenden Frankfurter Ballett Weltgeltung verschafft hatte und dessen Leitung beibehielt, teilte die künftige Intendanz der Oper mit Cambreling. Er verantwortete zunächst den Spielplan der Oper allein, was er nach der vorzeitigen Kündigung Cambrelings am 9. Dezember 1996 auch wieder (als Alleinintendant) tun sollte. In der Übergangszeit entstanden u. a. Produktionen wie La traviata mit Axel Corti, der Rosenkavalier mit Ruth Berghaus, die Lady Macbeth von Mzensk mit Werner Schröter und die Meistersinger von Nürnberg mit Christoph Nel. Gastspiele von Peter Sellars, John Adams, Steve Reich, Phil Glass und Robert Wilson konnten den Schaden, der der Oper durch den Brand im Bereich von Repertoire- und Publikumsverlust entstanden war, bald wettmachen.
Die Zusammenarbeit mit Mortier, mit dem Cambreling persönlich verbunden war, ermöglichte eine schnelle Erweiterung des Repertoires durch zahlreiche Übernahmen aus dem Brüsseler Repertoire, wobei insbesondere die dadurch fließenden enormen Geldsummen den ansonsten finanziell nicht gerade rühmlichen Abgang Mortiers in Brüssel zumindest finanziell weniger drastisch werden ließen.
Der Ring des Nibelungen, der z. B. aus Brüssel übernommen worden war, musste mit mehr als 1,5 Millionen DM honoriert werden.
In Cambrelings Zeit fallen zahlreiche bedeutende Inszenierungen von Regisseuren wie Peter Mussbach (Wozzeck, Don Giovanni, Le nozze di Figaro), Herbert Wernicke (Der Ring des Nibelungen) und Christoph Marthaler (Fidelio). 1994 wurde zum zweiten Mal seit dem Zweiten Weltkrieg ein vollständiger Ring des Nibelungen aufgenommen. Unter Cambrelings Leitung wurde die Oper Frankfurt 1995 erstmals zum „Opernhaus des Jahres“ gewählt. Trotzdem fällt in diese Zeit ein wirtschaftlicher Niedergang, der sich in rückläufigen Budgets, Aufführungs- und Zuschauerzahlen äußert. In seiner letzten Spielzeit gab es nur noch etwa 80 Vorstellungen, da Cambreling Musiktheater auf höchstem Niveau machen wollte und seinen Anspruch auch unter dem zunehmenden Sparzwang nicht aufgab. Dies führte zu Auseinandersetzungen in der Öffentlichkeit und den politischen Gremien der Stadt, die auch die Atmosphäre im Opernensemble belasteten.
Cambreling sah sich zusehends isoliert und beendete 1997 seinen Vertrag vorzeitig. Er erhielt deshalb auch keine Abfindungen und Entschädigungen und schied im Frieden mit dem Frankfurter Publikum, das ihm zum Abschied ähnliche Ovationen bereitete wie seinem Vor-Vorgänger Gielen. Die Suche nach einem Nachfolger als Generalmusikdirektor dauerte nur kurze Zeit, da bereits im unmittelbaren Nachgang zu seinem Debüt als Dirigent von Luisa Miller der Intendant Steinhoff den italienischen Dirigenten Paolo Carignani um die Übernahme dieser Position bat. Da Carignani nicht kurzfristig verfügbar war, überbrückte Klauspeter Seibel, der Generalmusikdirektor des Kieler Opernhauses, die Vakanz.
Der Schwerpunkt von Martin Steinhoffs künstlerischer Tätigkeit lag in der Förderung internationalen sowie zeitgenössischen Musiktheaters. Neben Uraufführungen wie Adriana Hölszkys Wänden traten Neuproduktionen wie Wolfgang Rihms Die Eroberung von Mexico oder Luciano Berios Un re in ascolto, die Pflege der klassischen Moderne von Paul Hindemith (Cardillac), Hans Werner Henze (Boulevard Solitude) und Benjamin Britten (Peter Grimes). Steinhoffs besonderes Interesse galt dem Experiment und der Innovation, deren Ausdruck die Uraufführung des chinesischen Komponisten Guo Wenjing (Wolf Cub Village), des Schweizer Komponisten Beat Furrer (Die Blinden) oder der Gründung der Konzertreihe „Happy New Ears“ mit dem Ensemble Modernwar, die bis zum heutigen Tag weitergeführt wird. Einen Höhepunkt (neben Gastspielen von Nixon in China und Einstein on the Beach (in den Originalversionen, unter Mitwirkung aller beteiligten Künstler)) bildete der internationale Komponistenwettbewerb, der von Wolfgang Rihm geleitet wurde.
Zahlreiche Opernproduktionen entstanden unter seiner Leitung mit Künstlern wie z. B. Axel Corti, Ruth Berghaus, Erich Wonder, Alfred Kirchner, Michael Sowa, Christoph Nel oder Werner Schröter. Er veranstaltete internationale Festivals, die neben den Ensembles des Royal Ballet, dem Nederlands Dans Theater, dem Wuppertaler Tanztheater oder der Merce Cunningham Dance Company, Künstler wie Pina Bausch, Sylvie Guillem, John Cage, John Adams, Phil Glass, Robert Wilson nach Frankfurt brachten.
Seine ungewöhnlich großen und erfolgreichen internationalen Kongresse dienten der Verbindung von Kunstproduktion und Wissenschaft, so 2000 der Kongress Ästhetik der Inszenierung und 2001 Pathos, Affekt, Gefühl. Steinhoff beendete vorzeitig seine Intendanz im Jahr 2002.
Von 1999 bis 2008 war Paolo Carignani Generalmusikdirektor in Frankfurt am Main. Mit über 60 Neuinszenierungen, darunter auch selten gespielte Werke wie Franz Schuberts Fierrabras und Händels Agrippina, konnte die Frankfurter Oper ihr hohes Niveau trotz jährlich sinkender Budgets halten. In der Saison 2002/2003 wurde die Oper, die seit 2002 von Intendant Bernd Loebe geleitet wird, zum zweiten Mal „Opernhaus des Jahres“. Um die Zahl der Aufführungen hochzuhalten, bemühte sich die Oper um den Aufbau eines leistungsstarken Ensembles und eines umfangreichen Repertoires. Gespart wurde vor allem am Bühnenbild sowie an teuren Gaststars. Ein Teil der Neuproduktionen kam zunächst konzertant auf die Bühne, z. B. Wagners Parsifal; andere entstanden als Koproduktion mit anderen Häusern oder als Übernahmen bestehender Produktionen.
Intendant Bernd Loebe verlängerte im November 2005 seinen Vertrag bis 2013, im September 2009 bis 2015 und im Mai 2014 erneut bis 2023. Zum Nachfolger Carignanis, dessen Vertrag 2008 auslief, wurde im November 2005 Sebastian Weigle ernannt. Er dirigierte in Frankfurt am Main erstmals in der Spielzeit 2002/2003 eine Wiederaufnahme der Oper Salome von Richard Strauss, gefolgt von einer Neuinszenierung der Frau ohne Schatten (Regie: Christof Nel). Für diese Produktion wurde er 2003 von der Zeitschrift Opernwelt zum Dirigenten des Jahres gewählt. In der Spielzeit 2005/2006 leitete er in Frankfurt am Main eine Neuinszenierung von Tschaikowskis Pique Dame.
Nach der Spielzeit 2006/2007 wählte die Zeitschrift Die Deutsche Bühne bei einer Umfrage unter 50 Kritikern die Oper Frankfurt auf Platz 1 unter den deutschen Opernhäusern in der Kategorie Beste Gesamtleistung. Die Kritiker hoben besonders die Inszenierungen von Simon Boccanegra in der Regie von Christof Loy sowie von Alexander von Zemlinskys Opern Eine florentinische Tragödie und Der Zwerg des Regisseurs Udo Samel hervor. Die gleiche Auszeichnung erhielt die Oper Frankfurt für die Spielzeiten 2007/2008, 2009/2010, 2010/11 und 2017/18.
In der Spielzeit 2008/2009 fanden 12 Premieren statt, davon zwei konzertante Aufführungen in der Alten Oper und drei Stücke im Bockenheimer Depot. Sebastian Weigle leitete in seiner ersten Saison die Neuinszenierungen Lear von Aribert Reimann und Arabella von Richard Strauss im Opernhaus. In den Spielzeiten 2009/10 und 2010/11 gab es jeweils 14 Premieren. Die im Mai 2010 mit der Premiere des Rheingold begonnene Neuinszenierung von Wagners Der Ring des Nibelungen unter der Regie von Vera Nemirova und der musikalischen Leitung von Sebastian Weigle wurde im Oktober 2010 mit Die Walküre fortgesetzt. Sie fand in der Spielzeit 2011/12 mit Siegfried und Götterdämmerung ihren Abschluss und wurde 2013/14 und 2015/16 wiederaufgenommen.
Bei den International Opera Awards 2013 erhielt die Oper Frankfurt die Auszeichnung als „Opera Company of the Year“. 2014 verlängerte der Aufsichtsrat der Städtischen Bühnen den Vertrag mit Intendant Bernd Loebe erneut. Er soll die Oper nun bis 2023 leiten. 2015 zeichnete die Fachzeitschrift Opernwelt die Oper Frankfurt – gemeinsam mit dem Nationaltheater Mannheim – zum zweiten Mal in Loebes Amtszeit als „Opernhaus des Jahres“ aus. Für die Spielzeit 2014/2015 erhielt die Oper Frankfurt wiederum die Auszeichnung der Zeitschrift Deutsche Bühne für das beste Theater-Gesamtprogramm.
Ende 2020 verlängerte der Aufsichtsrat den Vertrag mit Bernd Loebe um weitere fünf Jahre. Er bleibt damit bis August 2028 Intendant der Oper Frankfurt. Im Oktober 2021 berief der Aufsichtsrat Thomas Guggeis zum Nachfolger von Sebastian Weigle. Er wird ab der Spielzeit 2023/24 für zunächst fünf Jahre Generalmusikdirektor und Leiter der Museumskonzerte.

## Sanierung oder Neubau der Doppelanlage
Schon seit einigen Jahren ist bekannt, dass die von Schauspiel und Oper gemeinsam genutzten Städtischen Bühnen am Willy-Brandt-Platz sanierungsbedürftig sind. Im Juni 2017 wurde der Öffentlichkeit eine Bestandsaufnahme und eine Machbarkeitsstudie präsentiert. Das Gutachten hat einen zu erwartenden Kostenaufwand von rund 800 Millionen Euro ermittelt. Da ein Neubau nur unwesentlich mehr kosten würde, debattierten Politik und Stadtgesellschaft nun lebhaft über die Zukunft der Theatergebäude. 2018 richtete die Stadt eine Stabsstelle „Zukunft der Städtischen Bühnen“ unter Leitung von Michael Guntersdorf ein, der zuvor das Dom-Römer-Projekt geleitet hatte.
Im Januar 2020 beschloss die Stadtverordnetenversammlung, eine Sanierung der Theaterdoppelanlage nicht weiterzuverfolgen. Derzeit werden drei Optionen untersucht: Bevorzugte Variante ist die Kulturmeile, die den Bau eines neuen Schauspielhauses auf einem Grundstück zwischen Neue Mainzer Straße und Taunusanlage vorsieht; die Oper würde einen Neubau auf dem bisherigen Grundstück erhalten. Die Investitionskosten dieser Variante werden auf 811 Millionen Euro geschätzt, wozu allerdings die Kosten für den Erwerb des Grundstücks kämen. Falls sich die Kulturmeile in Verhandlungen mit dem Grundstückseigentümer nicht realisieren ließe, kommt die Variante Spiegelung in Frage. Dabei erhält das Schauspiel einen Neubau in den Wallanlagen vis-à-vis zur bisherigen Doppelanlage, während ein neues Opernhaus auf dem Grundstück des heutigen Schauspiels entsteht. Die Kosten für diese Variante werden auf 860 Millionen Euro geschätzt. Die Variante Spiegelung erfordert ein aufwendiges Interim für die Oper, außerdem lässt sich der Verlust an Grünflächen in den durch die Wallservitut geschützten Grünanlagen nicht vollständig kompensieren. Als dritte Variante wird der Neubau einer Doppelanlage am bisherigen Standort vorgeschlagen. Dabei müssen die Werkstätten aus Platzgründen an einen anderen Standort verlegt werden, zudem sind zwei Ausweichspielstätten erforderlich. Die Kosten betragen fast 900 Millionen Euro.

## Wirtschaftliche Situation der Oper Frankfurt
Die Oper Frankfurt verfügt derzeit über 1.369 Sitzplätze. Die Zahl der Aufführungen (reine Opernaufführungen auf der Bühne des Opernhauses und des Bockenheimer Depots) liegt seit Jahren zumeist bei ca. 170 bis 180 pro Saison. Die Auslastung ist seit 2002 von durchschnittlich 70 auf über 80 Prozent gestiegen. Dabei ist zu berücksichtigen, dass die Aufführungszahlen nach einem Tiefpunkt Mitte der neunziger Jahre wieder gestiegen sind, obwohl der städtische Zuschuss zum Budget der Städtischen Bühnen in den Jahren 2002 bis 2006 um über 11 Millionen Euro gekürzt wurde.
Aufwendungen und Erträge werden im Produkthaushalt der Stadt Frankfurt nur für die Städtische Bühnen Frankfurt GmbH ausgewiesen, nicht nach den Sparten Oper und Schauspiel und den unterschiedlichen Spielstätten getrennt. Laut Jahresergebnis für die Spielzeit 2015/2016 betrugen die Umsatzerlöse 12.580.000 Euro, sonst. Erträge 4.058.000 €, Zuschuss des Landes Hessen 767.000 €, so dass sich ein städtischer Zuschuss von knapp 68 Millionen Euro ergab.
Die Zahl der Abonnenten ist seit der Intendanz von Intendant Bernd Loebe auf über 12.000 gestiegen.

### Entwicklung der Aufführungs- und Besucherzahlen
| Spielzeit | Aufführungen | Plätze  | Ausgegebene Karten | Auslastung |
| --------- | ------------ | ------- | ------------------ | ---------- |
| 1999/2000 | 181          | 221.330 | 183.513            | 83 %       |
| 2000/2001 | 148          | 196.782 | 162.497            | 83 %       |
| 2001/2002 | 185          | 236.513 | 200.564            | 85 %       |
| 2002/2003 | 178          | 240.132 | 167.362            | 70 %       |
| 2003/2004 | 172          | 229.614 | 163.395            | 71 %       |
| 2004/2005 | 185          | 250.178 | 175.232            | 70 %       |
| 2005/2006 | 169          | 222.956 | 174.592            | 78 %       |
| 2006/2007 | 182          | 244.808 | 172.447            | 70 %       |
| 2007/2008 | 179          | 236.147 | 182.984            | 77 %       |
| 2008/2009 | 194          | 254.929 | 195.912            | 77 %       |
| 2009/2010 | 180          | 237.989 | 190.714            | 80 %       |
| 2010/2011 | 178          | 231.421 | 190.613            | 82 %       |
| 2011/2012 | 174          | 226.059 | 196.541            | 87 %       |
| 2012/2013 | 177          | 224.093 | 192.709            | 86 %       |
| 2013/2014 | 190          | 246.713 | 200.881            | 81 %       |
| 2014/2015 | 185          | 242.815 | 195.033            | 80 %       |
| 2015/2016 | 176          | 226.557 | 191.201            | 84 %       |
| 2016/2017 | 174          | 227.955 | 193.748            | 85 %       |

Die Statistik erfasst Aufführungen auf der Opernbühne, ohne Aufführungen in den Foyers, im Chagallsaal und im Bockenheimer Depot. Die Aufführungszahlen schwanken, je nach Länge der Saison – die von den hessischen Sommerferien abhängt – und der Anzahl der Neuproduktionen und Wiedereinstudierungen mit entsprechendem Probenbedarf.

## Künstlerische Leiter der Oper Frankfurt
Die folgende Tabelle fasst die künstlerische Leitung der Oper Frankfurt seit 1880 zusammen:

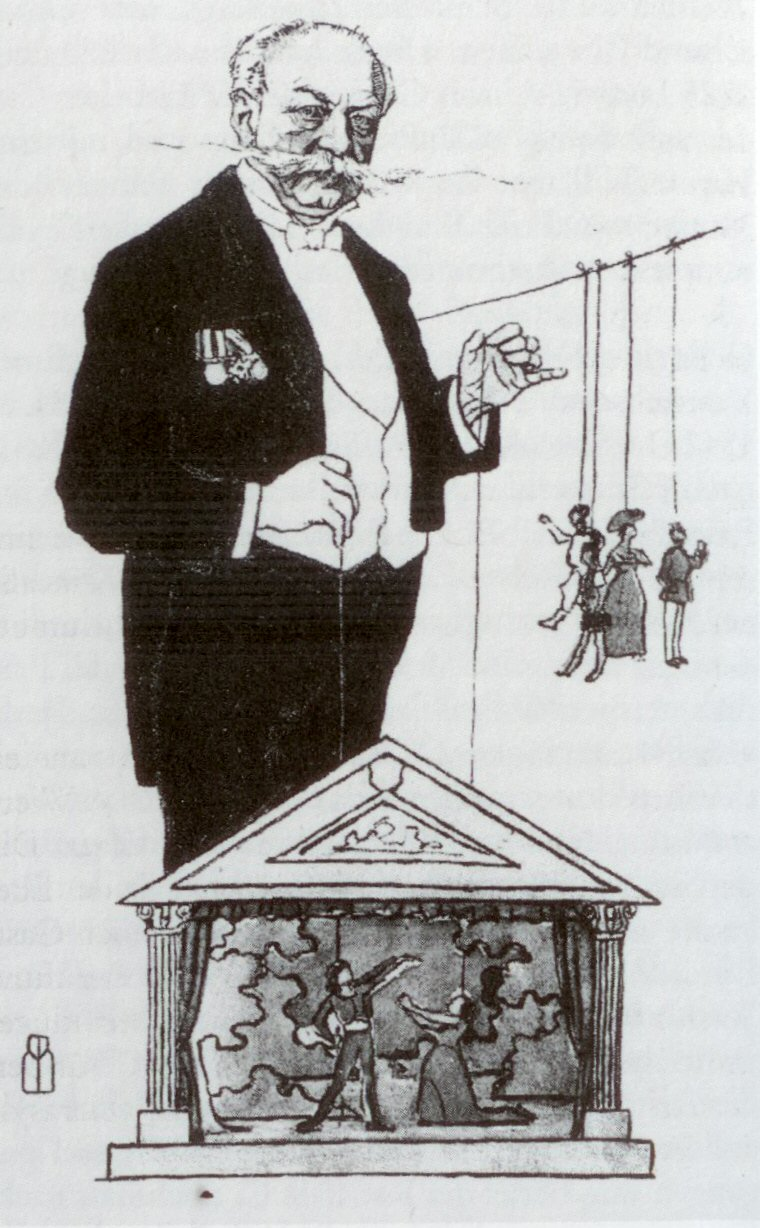
Emil Claar
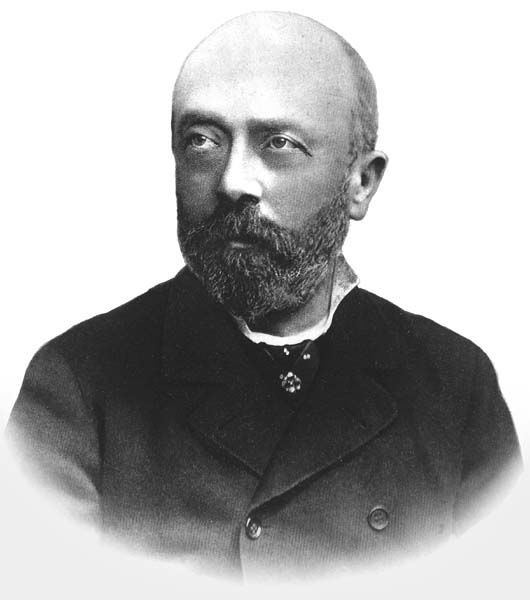
Felix Otto Dessoff
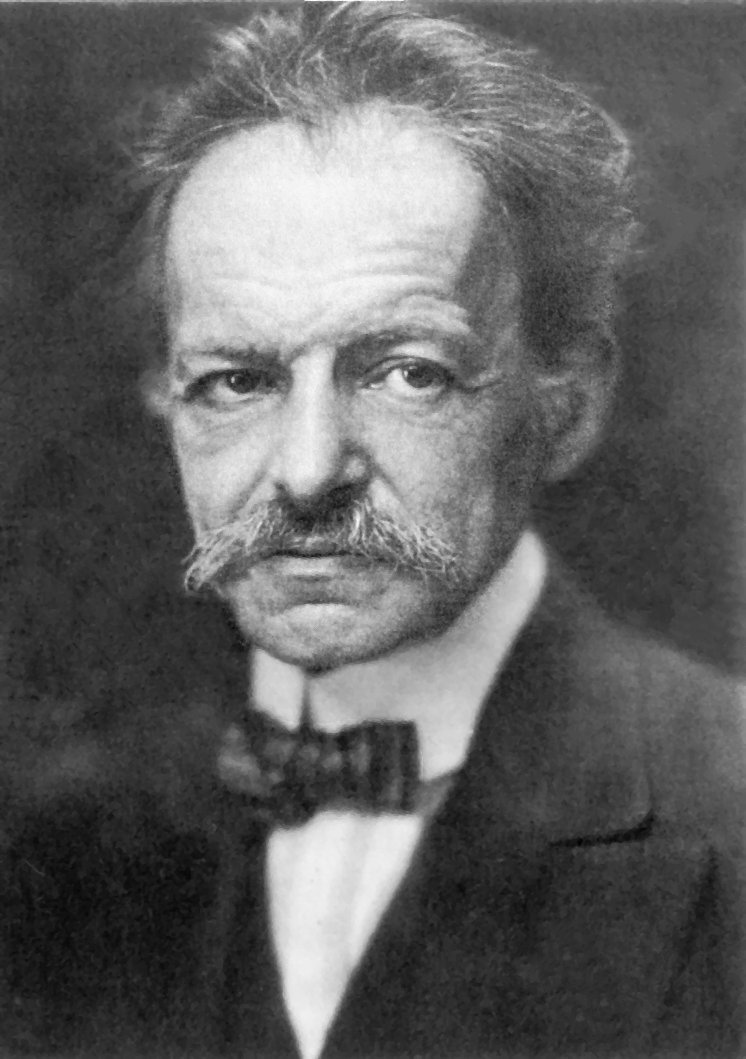
Ludwig Rottenberg

| Opernintendanten | Opernintendanten | Opernintendanten | Opernintendanten             | Musikalischer Leiter | Musikalischer Leiter | Musikalischer Leiter   | Musikalischer Leiter             |
| 1880 bis 1933    | 1880 bis 1933    | 1880 bis 1933    | 1880 bis 1933                | 1880 bis 1933        | 1880 bis 1933        | 1880 bis 1933          | 1880 bis 1933                    |
| ---------------- | ---------------- | ---------------- | ---------------------------- | -------------------- | -------------------- | ---------------------- | -------------------------------- |
| 1880             | 1900             | Emil Claar       | Generalintendant             | 1880                 | 1892                 | Felix Otto Dessoff     |                                  |
| 1880             | 1900             | Emil Claar       | Generalintendant             | 1893                 | 1924                 | Ludwig Rottenberg      |                                  |
| 1900             | 1911             | Paul Jensen      |                              | 1893                 | 1924                 | Ludwig Rottenberg      |                                  |
| 1912             | 1917             | Robert Volkner   |                              | 1893                 | 1924                 | Ludwig Rottenberg      |                                  |
| 1917             | 1920             | Karl Zeiss       | Generalintendant             | 1893                 | 1924                 | Ludwig Rottenberg      |                                  |
| 1920             | 1923             | Ernst Lert       |                              | 1893                 | 1924                 | Ludwig Rottenberg      |                                  |
|                  |                  |                  |                              | 1924                 | 1929                 | Clemens Krauss         | Generalmusikdirektor             |
| 1929             | 1933             | Josef Turnau     |                              | 1929                 | 1933                 | Hans Wilhelm Steinberg |                                  |
| 1933 bis 1944    |                  |                  |                              |                      |                      |                        |                                  |
| 1933             | 1944             | Hans Meissner    | Generalintendant             | 1933                 | 1934                 | Bertil Wetzelsberger   |                                  |
| 1933             | 1944             | Hans Meissner    | Generalintendant             | 1935                 | 1936                 | Karl Maria Zwißler     |                                  |
| 1933             | 1944             | Hans Meissner    | Generalintendant             | 1937                 | 1938                 | Georg Ludwig Jochum    |                                  |
| 1933             | 1944             | Hans Meissner    | Generalintendant             | 1938                 | 1944                 | Franz Konwitschny      | GMD                              |
| Nach 1945        |                  |                  |                              |                      |                      |                        |                                  |
|                  |                  |                  |                              | 1945                 | 1951                 | Bruno Vondenhoff       | GMD                              |
| 1951             | 1968             | Harry Buckwitz   | Generalintendant             | 1952                 | 1961                 | Georg Solti            | GMD                              |
| 1951             | 1968             | Harry Buckwitz   | Generalintendant             | 1961                 | 1966                 | Lovro von Matačić      | GMD                              |
| 1951             | 1968             | Harry Buckwitz   | Generalintendant             | 1966                 | 1968                 | Theodore Bloomfield    | GMD                              |
| 1968             | 1972             | Ulrich Erfurth   | Generalintendant             | 1968                 | 1977                 | Christoph von Dohnányi | GMD                              |
|                  |                  |                  |                              | 1968                 | 1977                 | Christoph von Dohnányi | GMD                              |
|                  |                  |                  |                              | 1977                 | 1987                 | Michael Gielen         | GMD und Intendant                |
| 1990             | 1993             | Hans Peter Doll  | Künstlerischer Leiter        | 1987                 | 1990                 | Gary Bertini           | GMD und Intendant                |
| 1993             | 2002             | Martin Steinhoff | Geschäftsführender Intendant | 1993                 | 1996                 | Sylvain Cambreling     | GMD und künstlerischer Intendant |
| 1993             | 2002             | Martin Steinhoff | Geschäftsführender Intendant | 1996                 | 1999                 | Klauspeter Seibel      | GMD                              |
| 1993             | 2002             | Martin Steinhoff | Geschäftsführender Intendant | 1999                 | 2008                 | Paolo Carignani        | GMD                              |
| 2002             | heute            | Bernd Loebe      | Intendant                    | 1999                 | 2008                 | Paolo Carignani        | GMD                              |
| 2002             | heute            | Bernd Loebe      | Intendant                    | 2008                 | 2023                 | Sebastian Weigle       | GMD                              |
| 2002             | heute            | Bernd Loebe      | Intendant                    | 2023                 | heute                | Thomas Guggeis         | GMD                              |

## Ur- und Erstaufführungen an der Oper
Im Laufe der Zeit erlebten zahlreiche Werke ihre Uraufführung oder deutsche Erstaufführung an der Oper Frankfurt. Die folgende Tabelle enthält eine vollständige Übersicht der zwischen 1880 und 1944 erstaufgeführten Inszenierungen sowie der Uraufführungen aus jüngster Zeit. Bei deutschen Erstaufführungen ist angegeben, wann und wo die Uraufführung stattfand.
Unter den Uraufführungen sind nur wenige, die den Sprung in das Repertoire geschafft haben. Einige Werke, darunter vor allem die Carmina Burana und aus jüngerer Zeit die Werke von Nono und Cage, werden jedoch bis heute gespielt.
| Datum                                      | Oper                                               | Komponist / Librettist                                                                         | Dirigat (D) / Regie (R) / Bühnenbild (B) / Kostüme (K) | Anmerkungen |
| vor 1880                                   | vor 1880                                           | vor 1880                                                                                       | vor 1880 | vor 1880 |
| ------------------------------------------ | -------------------------------------------------- | ---------------------------------------------------------------------------------------------- | --- | --- |
| 16. September 1810                         | Silvana                                            | Carl Maria von Weber / Franz Carl Hiemer                                                       | | Uraufführung |
| 1818                                       | Faust                                              | Louis Spohr / Joseph Carl Bernard (1780–1850)                                                  | Louis Spohr (D) | Deutsche Erstaufführung (Uraufführung 1816 in Prag)                                                                             |
| 4. April 1819                              | Zemire und Azor                                    | Louis Spohr / Johann Jakob Ihlée (1762–1827)                                                   | Louis Spohr (D) | Uraufführung |
| 20. Januar 1851                            | Die Opernprobe                                     | Albert Lortzing                                                                                | | Uraufführung |
| 26. November 1853                          | Rübezahl                                           | Friedrich von Flotow / Gustav Heinrich Gans zu Putlitz                                         | | Öffentliche Uraufführung (Privataufführung 1852 in Retzin [Prignitz])                                                           |
| 1880 bis 1900 (Intendant Emil Claar)       |                                                    |                                                                                                | | |
| 8. Dezember 1881                           | Das Käthchen von Heilbronn                         | Carl Martin Reinthaler / Heinrich Bulthaupt                                                    | Gernot Goltermann (D) | Uraufführung |
| 17. Februar 1887                           | Heinrich der Achte                                 | Camille Saint-Saëns / Pierre-Léonce Détroyat (1829–1898) und Paul-Armand Silvestre (1837–1901) | Felix Otto Dessoff (D) | Deutsche Erstaufführung (Uraufführung 1883 in Paris)                                                                            |
| 1. Oktober 1887                            | Le Cid (Der Cid)                                   | Jules Massenet / Adolphe d’Ennery, Louis Gallet (1835–1898) und Édouard Blau (1836–1906)       | Felix Otto Dessoff (D) | Deutsche Erstaufführung (Uraufführung 1885 in Paris)                                                                            |
| 26. September 1899                         | Iris                                               | Pietro Mascagni / Luigi Illica                                                                 | Ludwig Rottenberg (D) | Deutsche Erstaufführung (Uraufführung 1898 in Rom)                                                                              |
| 3. Mai 1900                                | Die Mainacht                                       | Nikolai Rimskij-Korsakow / (nach Abende auf dem Weiler bei Dikanka von Nikolai Gogol)          | Ludwig Rottenberg (D) | Deutsche Erstaufführung (Uraufführung 1880 in St. Petersburg)                                                                   |
| 1900 bis 1911 (Intendant Paul Jensen)      |                                                    |                                                                                                | | |
| 12. November 1902                          | Dornröschen                                        | Engelbert Humperdinck / Elisabeth Ebeling (1828–1905) und Bertha Filhés (1819-nach 1887)       | Ludwig Rottenberg (D) | Uraufführung |
| 1. Februar 1903                            | Götz von Berlichingen                              | Karl Goldmark / Alfred Maria Willner                                                           | Ludwig Rottenberg (D) | Deutsche Erstaufführung (Uraufführung 1902 in Budapest)                                                                         |
| 19. April 1903                             | Orestes                                            | Felix Weingartner                                                                              | Felix Weingartner (D) | (Trilogie. Uraufführung 15. Februar 1902 in Leipzig)                                                                            |
| 19. April 1907                             | Pelleas und Melisande                              | Claude Debussy / Maurice Maeterlinck                                                           | Ludwig Rottenberg (D) | Deutsche Erstaufführung (Uraufführung 30. April 1902 in Paris)                                                                  |
| 18. August 1912                            | Der ferne Klang                                    | Franz Schreker                                                                                 | Ludwig Rottenberg (D) | Uraufführung |
| 1912 bis 1917 (Intendant Robert Volkner)   |                                                    |                                                                                                | | |
| 15. März 1913                              | Das Spielwerk und die Prinzessin                   | Franz Schreker                                                                                 | Ludwig Rottenberg (D) | Gleichzeitige Uraufführung in Frankfurt und Wien                                                                                |
| 1917 bis 1920 (Intendant Karl Zeiß)        |                                                    |                                                                                                | | |
| 25. April 1918                             | Die Gezeichneten                                   | Franz Schreker                                                                                 | Ludwig Rottenberg (D) | Uraufführung |
| 21. Oktober 1919                           | Fennimore und Gerda                                | Frederick Delius                                                                               | Gustav Brecher (1879–1940) (D) | Uraufführung |
| 21. Januar 1920                            | Der Schatzgräber                                   | Franz Schreker                                                                                 | Ludwig Rottenberg (D) | Uraufführung |
| 1. Juli 1920                               | Die ersten Menschen                                | Rudi Stephan / Otto Borngräber                                                                 | Ludwig Rottenberg (D) | Uraufführung |
| 1920 bis 1923 (Intendant Ernst Lert)       |                                                    |                                                                                                | | |
| 26. März 1922                              | Sancta Susanna                                     | Paul Hindemith / (nach August Stramm)                                                          | Ludwig Rottenberg (D) / Ernst Lert (R) / Ludwig Sievert (B+K) | Uraufführung |
| 13. Mai 1922                               | Herzog Blaubarts Burg                              | Béla Bartók / Béla Balázs                                                                      | Eugen Szenkar (1891–1977) (D) | Deutsche Erstaufführung (Uraufführung 1918 in Budapest)                                                                         |
| 13. Mai 1922                               | Der holzgeschnitzte Prinz                          | Béla Bartók / József Újfalussy und Béla Balázs                                                 | Eugen Szenkar (D) | Deutsche Erstaufführung? (Uraufführung 1917 in Budapest)                                                                        |
| 9. Juli 1924                               | Der Sprung über den Schatten                       | Ernst Krenek                                                                                   | Ludwig Rottenberg (D) | Uraufführung |
| 1924 bis 1929 (Clemens Krauss)             |                                                    |                                                                                                | | |
| 8. November 1924                           | Sakahra                                            | Simon Bucharoff (1881–1955) / Isabel Buckingham                                                | Clemens Krauss (D) | Uraufführung |
| 25. Februar 1926                           | Die zehn Küsse                                     | Bernhard Sekles / Karl Erich Jaroschek                                                         | Clemens Krauss (D) | Uraufführung |
| 14. November 1926                          | Der Golem                                          | Eugen d’Albert / Ferdinand Lion                                                                | Clemens Krauss (D) | Uraufführung |
| 25. Dezember 1926                          | Die Lästerschule                                   | Paul von Klenau / Rudolf Stephan Hoffmann (1878–1939)                                          | Clemens Krauss (D) | Uraufführung |
| 14. Februar 1929                           | Die Sache Makropulos                               | Leoš Janáček / (deutsche Textfassung von Max Brod)                                             | Josef Krips (D) | Deutsche Erstaufführung (Uraufführung 1926 in Brünn)                                                                            |
| 1929 bis 1933 (Intendant Josef Turnau)     |                                                    |                                                                                                | | |
| 1. Februar 1930                            | Von heute auf morgen                               | Arnold Schönberg / Max Blonda (= Gertrud Schönberg)                                            | Hans Wilhelm Steinberg (D) / Herbert Graf (1903–1973) (R) | Uraufführung |
| 23. März 1930                              | Achtung, Aufnahme!!                                | Wilhelm Grosz (1894–1939) / Béla Balázs                                                        | | Uraufführung |
| 25. Mai 1930                               | Transatlantic                                      | George Antheil                                                                                 | Hans Wilhelm Steinberg (D) | Uraufführung |
| 1933 bis 1944 (Intendant Hans Meissner)    |                                                    |                                                                                                | | |
| 31. Januar 1934                            | Prinz Eugen der edle Ritter                        | Max Pflugmacher                                                                                | | Uraufführung |
| 18. Mai 1934                               | Münchhausens letzte Lüge                           | Hansheinrich Dransmann (1894–1964) / Theo Halton                                               | | (Uraufführung in Frankfurt und/oder Dortmund?)                                                                                  |
| 22. Mai 1935                               | Die Zaubergeige                                    | Werner Egk / Ludwig Strecker der Jüngere                                                       | Bertil Wetzelsberger (D) / Oskar Wälterlin (R) / Walter Junk (Choreographie) / Caspar Neher (B+K)                                                                                        | Uraufführung |
| 26. Mai 1936                               | Doktor Johannes Faust                              | Hermann Reutter / Ludwig Strecker der Jüngere                                                  | Bertil Wetzelsberger (D) / Walter Felsenstein (R) / Walter Gondolt (B) | Uraufführung |
| 8. Juni 1937                               | Carmina Burana                                     | Carl Orff / (nach Texten aus der Sammlung Carmina Burana)                                      | Bertil Wetzelsberger (D) / Oskar Wälterlin (R) / Ludwig Sievert (B+K) | Uraufführung |
| 5. Mai 1939                                | Die Rose vom Liebesgarten                          | Hans Pfitzner / James Grun (1868–1928)                                                         | Clemens Krauss (D) | Uraufführung der (gekürzten) Neufassung (Uraufführung der 1. Fassung 1901 in Elberfeld)                                         |
| 13. Januar 1942                            | Columbus                                           | Werner Egk                                                                                     | Franz Konwitschny (D) / Hans Meissner (R) / Helmut Jürgens (B) / Charlotte Vocke (K) | Uraufführung der Bühnenfassung (Funkfassung 1932; Ballett-Oratorium 1951)                                                       |
| 7. September 1942                          | Odysseus                                           | Hermann Reutter / Rudolf Bach (1901–1957)                                                      | Franz Konwitschny (D) | Uraufführung |
| 20. Februar 1943                           | Die Kluge                                          | Carl Orff                                                                                      | Otto Winkler (D) / Günther Rennert (R) / Helmut Jürgens (B) | Uraufführung |
| 4. Dezember 1943                           | Las Golondrinas (Die Schwalben)                    | José Maria Usandizaga (1887–1915) / Gregorio Martínez Sierra (1881–1947)                       | Franz Konwitschny (D) | Deutsche Erstaufführung |
| 1951 bis 1968 (Intendant Harry Buckwitz)   |                                                    |                                                                                                | | |
| 1. März 1962                               | Die Alkestiade                                     | Louise Talma / Thornton Wilder                                                                 | Wolfgang Rennert (* 1922) (D) /Harry Buckwitz (R). Mit Inge Borkh | Uraufführung |
| 1964                                       | Dame Kobold                                        | Gerhard Wimberger / (nach Calderón / Hofmannsthal)                                             | | Uraufführung |
| 30. November 1965                          | Das Ende einer Welt                                | Hans Werner Henze / Wolfgang Hildesheimer                                                      | Wolfgang Rennert (D) / Hans Neugebauer (R) / Jacques Camurati (B+K) | Uraufführung der Bühnenfassung                                                                                                  |
| 30. November 1965                          | Ein Landarzt                                       | Hans Werner Henze / (nach Franz Kafka)                                                         | Wolfgang Rennert (D) / Hans Neugebauer (R+B+K) | Uraufführung der Bühnenfassung                                                                                                  |
| 1977 bis 1987 (Michael Gielen)             |                                                    |                                                                                                | | |
| 26. Juni 1978                              | Al gran sole carico d’amore                        | Luigi Nono / Jurij Ljubimow (* 1917)                                                           | Michael Gielen (D) / Jürgen Flimm (R; eingesprungen für Ruth Berghaus) / Karl-Ernst Herrmann (B+K)                                                                                       | Deutsche Erstaufführung der 2. Fassung (Uraufführung der 1. Fassung 1975 und der 2. Fassung 1978 im Teatro alla Scala, Mailand) |
| 1986                                       | Die Reise zum Mittelpunkt der Erde                 | Hans-Joachim Hespos / ??                                                                       | | Uraufführung |
| 15. Juni 1986                              | Stephen Climax                                     | Hans Zender                                                                                    | Peter Hirsch (D) / Alfred Kirchner (R) | Uraufführung |
| 1987 bis 1991 (Gary Bertini)               |                                                    |                                                                                                | | |
| 12. Dezember 1987                          | Europeras 1 & 2                                    | John Cage                                                                                      | Gary Bertini (Einstudierung) / Heinz-Klaus Metzger und Rainer Riehn (Dramaturgie) | Uraufführung |
| 18. Mai 1989                               | What Where                                         | Heinz Holliger / (nach Samuel Beckett)                                                         | Ingo Metzmacher (D) / Peter Mussbach (R+B) / Klaus Bruns (K) | Uraufführung |
| 1992 bis 2002 (Intendant Martin Steinhoff) |                                                    |                                                                                                | | |
| 31. Januar 2000                            | Die Wände                                          | Adriana Hölszky / Thomas Körner                                                                | Bernhard Kontarsky (D) / Hans Hollmann (R) / Rosalie (B+K) | Deutsche Erstaufführung (Uraufführung 1995 im Theater an der Wien)                                                              |
| 14. Juni 2002                              | Dr. Popels fiese Falle                             | Moritz Eggert / Andrea Heuser                                                                  | Roland Böer (D) / Aurelia Eggers (R) / Marion Menzinger (B) / Heike Ruppmann (K) | Uraufführung; Kinderoper mit dem Chor des Lessing-Gymnasiums                                                                    |
| 2002 bis heute (Intendant Bernd Loebe)     |                                                    |                                                                                                | | |
| 20. Mai 2005                               | Nacht                                              | Georg Friedrich Haas / (nach Texten von Friedrich Hölderlin)                                   | Roland Böer (D) / Friederike Rinne-Wolf (R) / Rosalie (B+K) | Deutsche Erstaufführung (Uraufführung 1996 [konzertant] / 1998 [szenisch] in Bregenz)                                           |
| 11. März 2006                              | The Wedding Day (Der Hochzeitstag)                 | June H. Lim / Young-Jin Oh und Sang-Woo Lee                                                    | Eun-Sung Park (D) / Chul-Lee Kim (R) / Il-Jin Im (B+K) / Young-Soo Na und Sung-Jin Ko (Chöre)                                                                                            | Uraufführung; Gastspiel der Nationaloper Korea                                                                                  |
| 7. Oktober 2006                            | Caligula                                           | Detlev Glanert / Hans-Ulrich Treichel                                                          | Markus Stenz (D) / Christian Pade (R) / Alexander Lintl (B+K) / Olaf Winter und Joachim Klein (Licht) / Lior Lev (Choreographie) / Andrew Ollivant (Chöre) / Norbert Abels (Dramaturgie) | Uraufführung |
| 9. November 2007                           | Into the Little Hill                               | George Benjamin / Martin Crimp                                                                 | Franck Ollu (D) / Daniel Jeanneteau (R+B) | Deutsche Erstaufführung (Uraufführung 2006 in Paris)                                                                            |
| 17. Mai 2008                               | L’espace dernier                                   | Matthias Pintscher / (nach Texten von Arthur Rimbaud)                                          | Paolo Carignani (D) | Deutsche Erstaufführung (konzertant) (Uraufführung 2004 an der Opéra Bastille, Paris)                                           |
| 14. September 2014                         | Sirenen – Bilder des Begehrens und des Vernichtens | Rolf Riehm (nach Texten von Homer, Caroline von Günderrode und Isabelle Eberhardt)             | Martyn Brabbins (D) | Uraufführung |
| 12. November 2017                          | Der Mieter                                         | Arnulf Herrmann Händl Klaus (nach dem Roman Le Locataire chimérique von Roland Topor, 1964)    | Kazushi Ōno (D) / Johannes Erath (R) / Kaspar Glarner (B) / Katharina Tasch (K) / Joachim Klein (L)                                                                                      | Uraufführung, Auftragswerk der Oper Frankfurt                                                                                   |
| 22. Januar 2023                            | Blühen                                             | Vito Žuraj Händl Klaus (frei nach Thomas Manns Erzählung Die Betrogene)                        | Ensemble Modern / Michael Wendeberg (D) / Brigitte Fassbaender (R) | Uraufführung im Bockenheimer Depot, Auftragswerk der Oper Frankfurt                                                             |

## Auszeichnungen
- 2013: International Opera Award in der Kategorie Opera Company

- 1995/1996 Opernhaus des Jahres – Kritikerumfrage opernwelt
- 2002/2003 Opernhaus des Jahres – Kritikerumfrage opernwelt
- 2014/2015 Opernhaus des Jahres – Kritikerumfrage opernwelt
- 2017/2018 Opernhaus des Jahres – Kritikerumfrage opernwelt[17]
- 2019/2020 Opernhaus des Jahres – Kritikerumfrage opernwelt
- 2021/2022 Opernhaus des Jahres – Kritikerumfrage opernwelt
- 2022/2023 Opernhaus des Jahres – Kritikerumfrage opernwelt